# Braxton Family Values
Braxton Family Values är en amerikansk reality-serie på TV-kanalen WEtv med systrarna Toni, Tamar, Trina, Towanda och Traci Braxton i huvudrollerna. Serien hade amerikansk premiär den 12 april 2011. 
I Braxton Family Values får tittaren följa Toni Braxton och hennes fyra yngre systrar medan de hanterar vardagliga problem och händelser. Serien har fått positiv kritik från media och rankas som den mest sedda serien i WEtvs historia. Den 10 maj 2011, efter endast fyra avsnitt, förnyades serien med en andra säsong.

## Rollbesättning

### Huvudpersoner
- Toni Braxton är superstjärnan i familjen. Med sex Grammy Awards och över 60 miljoner sålda skivor i ryggen är hon en R&B-veteran. År 1996 hade hon megahiten "Un-Break My Heart" som blev den näst största kvinnliga låten i amerikansk musikhistoria. Nu arbetar hon aktivt med att återuppliva sin en gång blomstrande musikkarriär men hennes allvarliga hjärtsjukdom och att vara ensamstående mamma hämmar henne. [3]

- Tamar Braxton, som har fått smeknamnet "the mouth" av syskonen, är seriens frontfigur. Hon är familjens yngsta syster och gift med den framgångsrika musikkompositören Vincent Herbert som bland annat upptäckte Lady Gaga. Att vara den yngsta i familjen är tufft och lett till ett enormt ego och  Tamars frispråkiga, arroganta och ibland bortskämda personlighet som ofta går de övriga familjemedlemmarna på nerverna. Hon är familjens bästa sångerska enligt Toni, och världens bästa sångare enligt Tamar själv. Hon är irriterad och otålig över att hon aldrig fått chansen att bli en framgångsrik sångare utan istället alltid bara refereras till som "Toni Braxtons syster". Hennes debutalbum, utgivet år 2000 nådde endast en 127:e plats på USA:s albumlista Billboard 200. Nu är Tamar trött på att jobba som bakgrundssångerska till Toni och har istället börjat spela in ett nytt album med maken Vincent som manager. Deras meningsskiljaktigheter och Tamars ego hotar dock arbetets och relationens existens.[4]

- Trina Braxton är den näst yngsta av systrarna. Det faktum att familjens pappa inte kom på hennes bröllop och att hennes make senare var otrogen har lett till svåra alkoholproblem. Toppen av isberget var nådd när hon arresterades för en DUI. Under seriens gång får tittaren följa Trina tackla sin sönderfallande relation med Gabe, maken, medan hon kämpar med alkoholen. Samtidigt jobbar hon på ett eget soloalbum och som bakgrundssångerska till Toni.[5]

- Towanda Braxton är familjens mellanbarn som alltid har burit titeln "den ansvarstagande". Hon är tvåbarnsmamma och även Tonis personliga assistent, något hon försöker bryta sig fri ifrån för att kunna fokusera på sitt skådespeleri. Under seriens gång kämpar hon att hålla ihop hennes äktenskap vilket sätts på prov när deras hus blir utmätt och hennes familj tvingas flytta in hos Trina. I säsong två separerar hon med maken. [6]

- Traci Braxton, den näst äldsta av systrarna, är den enda som bor kvar i Maryland och den enda som har tät kontakt med systrarnas bror och familjens pappa. På grund av sin graviditet under 90-talet var hon tvungen att lämna sina systrars framgångsrika R&B-grupp The Braxtons, vilket har fått henne att känna sig utanför resten av familjen. Nu hoppas hon på att de ska spela in ett nytt album tillsammans eller att hon ska få Tamars gamla jobb som bakgrundssångerska till Toni. I säsong två återupptar hon sina studier för att bli hårstylist.[7]

- Evelyn Braxton är syskonens mamma. Hon har studerat psykologi och samhällsvetenskap vid Bowie State University och försöker ha så stor inblick i sina döttrars liv som möjligt. Under seriens gång tampas hon med sin ilska mot barnens pappa Michael. De var gifta i trettio år innan Evelyn lämnades för en annan. I säsong två av serien börjar hon att dejta igen. Bland annat vita män vilket visar sig vara något helt nytt.[8]

### Andra medverkande
- Vincent Herbert - Tamars make och manager
- Dr. Sherry Blake - Familjens terapeut
- Gabe - Trinas make
- Andre - Towandas exmake
- Michael Braxton - Systrarnas enda bror
- Michael Braxton Senior - Systrarnas pappa och Evelyns exmake